# Maxov (Všeruby)
Maxov, dříve také Maxberk (německy Maxberg), je malá vesnice, část městyse Všeruby v okrese Domažlice v Plzeňském kraji. Nachází se asi 4,5 kilometru západně od Všerub. Prochází zde silnice II/190. Je zde evidováno 30 adres. V roce 2011 zde trvale žilo 38 obyvatel.
Maxov je také název katastrálního území o rozloze 3,73 km².

## Historie
První písemná zmínka o vesnici pochází z roku 1697. V roce 1921 stálo v Maxově 52 domů a žilo zde 318 obyvatel, z  toho 15 Čechů a 298 Němců. V roce 1930 v Maxově žilo 279 obyvatel. V letech 1938 až 1945 byl Maxov v důsledku uzavření Mnichovské dohody přičleněn k nacistickému Německu.

## Obyvatelstvo
| Rok            | 1869 | 1880 | 1890 | 1900 | 1910 | 1921 | 1930 | 1950 | 1961 | 1970 | 1980 | 1991 | 2001 | 2011 | 2021 |
| -------------- | ---- | ---- | ---- | ---- | ---- | ---- | ---- | ---- | ---- | ---- | ---- | ---- | ---- | ---- | ---- |
| Počet obyvatel | 356  | 389  | 389  | 309  | 311  | 318  | 279  | 118  | 98   | 105  | 58   | 35   | 22   | 38   | 41   |
| Počet domů     | 48   | 51   | 52   | 51   | 54   | 52   | 56   | 47   | 22   | 23   | 17   | 19   | 22   | 21   | 23   |

## Obecní správa
Při sčítání lidu v letech 1850–1984 Maxov byl samostatnou obcí v okrese Domažlice. Od 1. ledna 1985 je částí městyse Všeruby v okrese Domažlice. Dříve byla součástí Maxova také osada Traxelmoos (od roku 1949 Slatiny, zanikla ale již roku 1950).

## Pamětihodnosti
- Kostel svatého Jana Křtitele

## Galerie

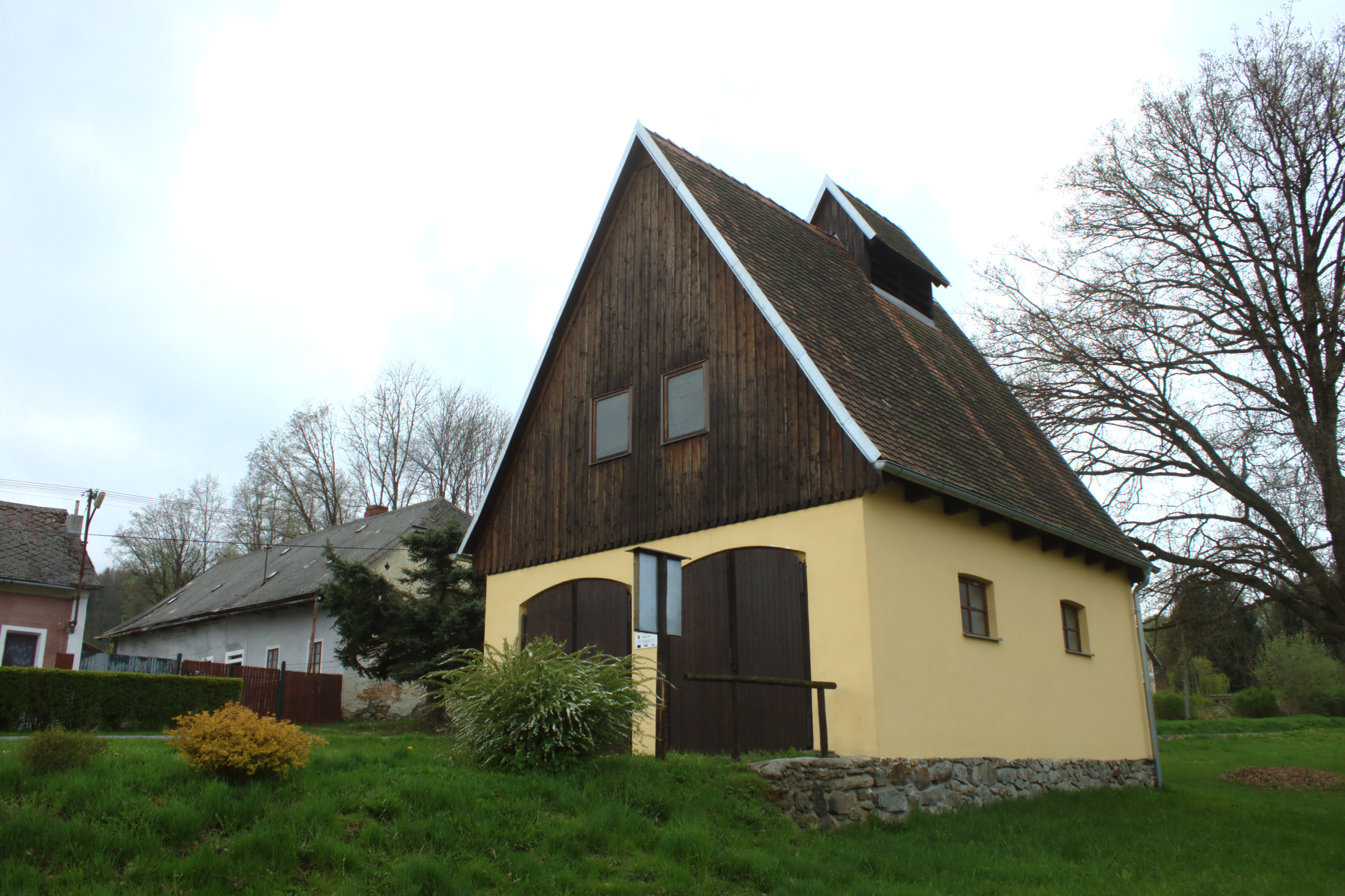
Bývalá hasičská zbrojnice v Maxově
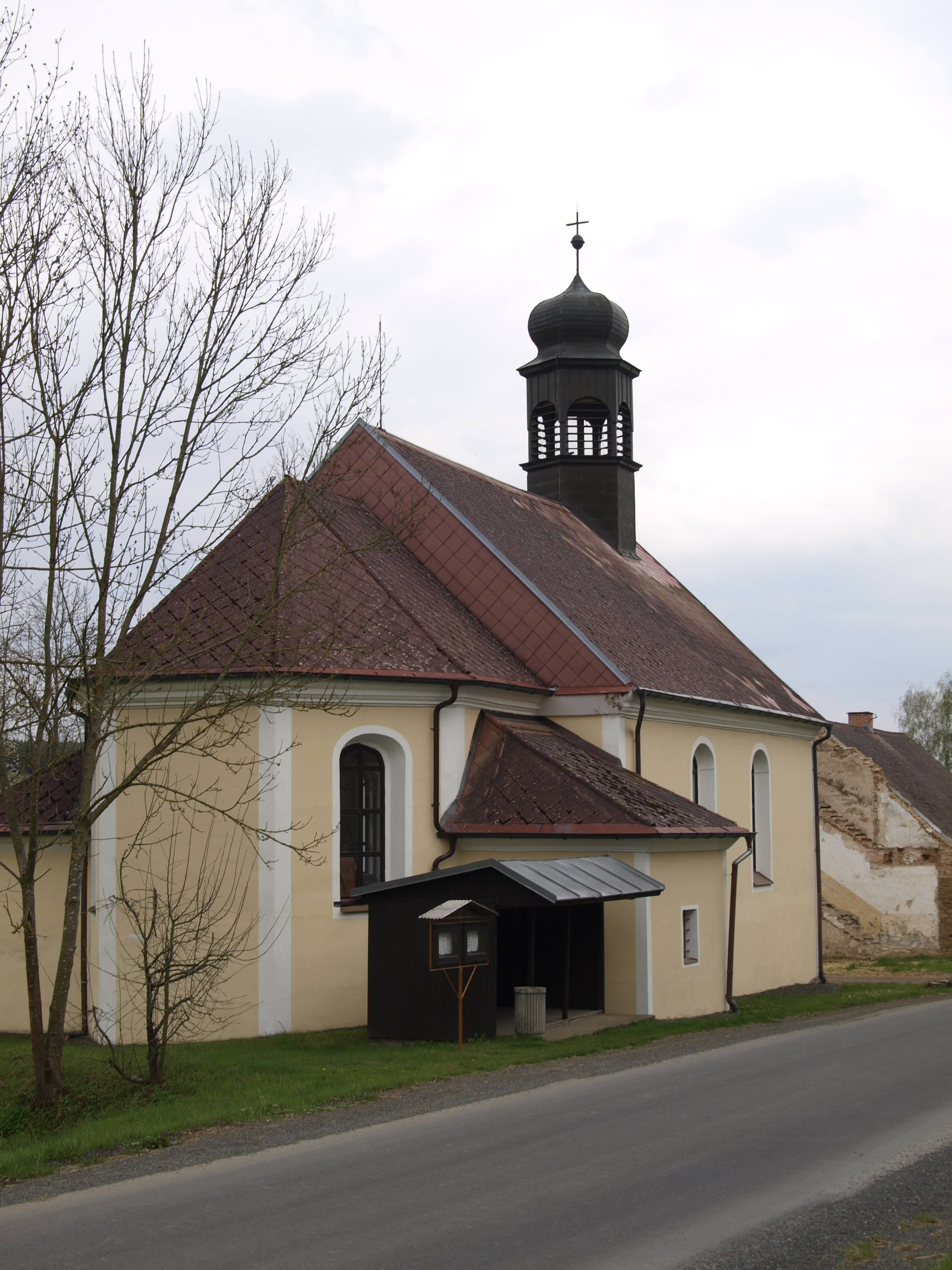
Kostel svatého Jana Křtitele
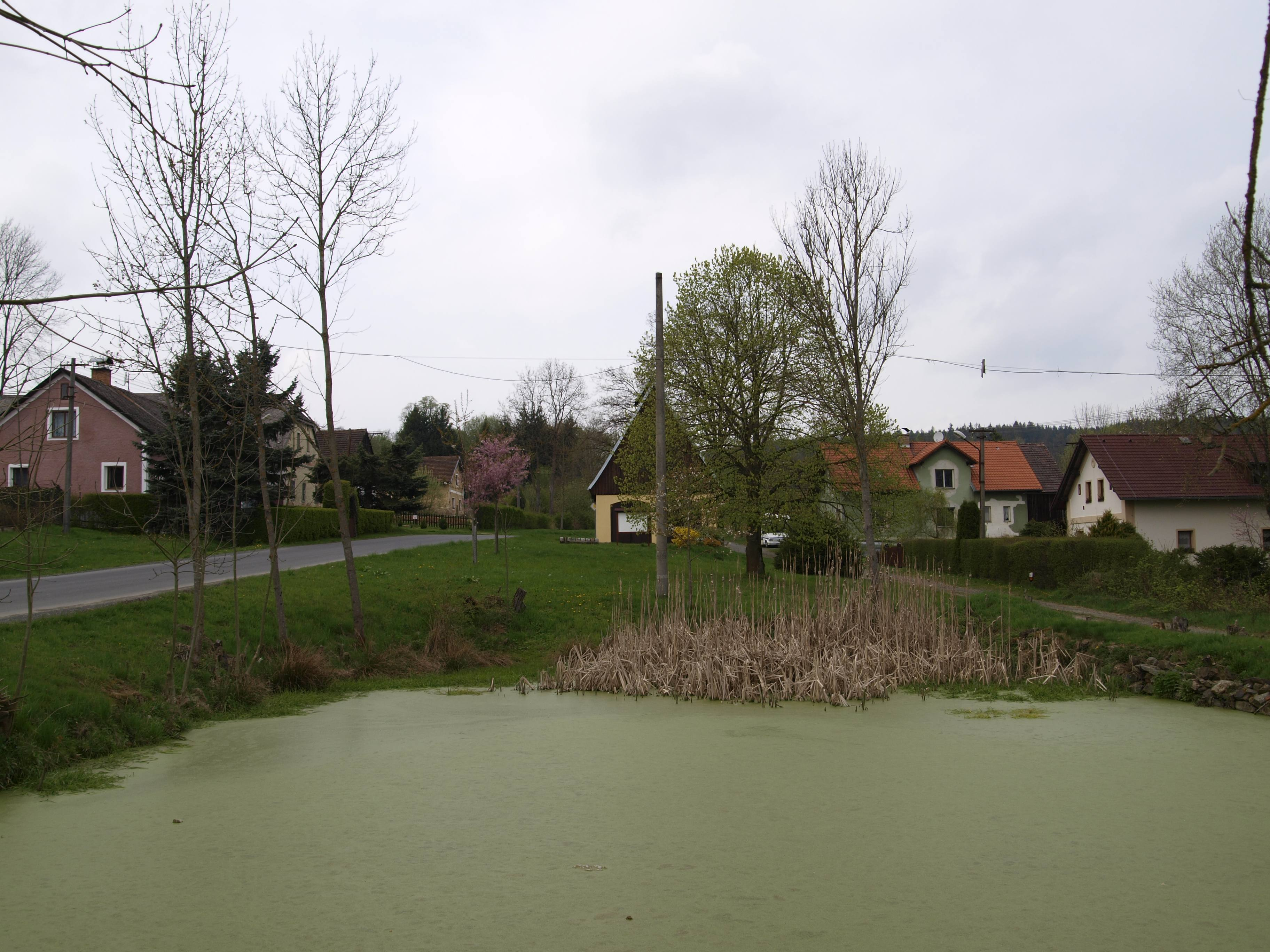
Náves
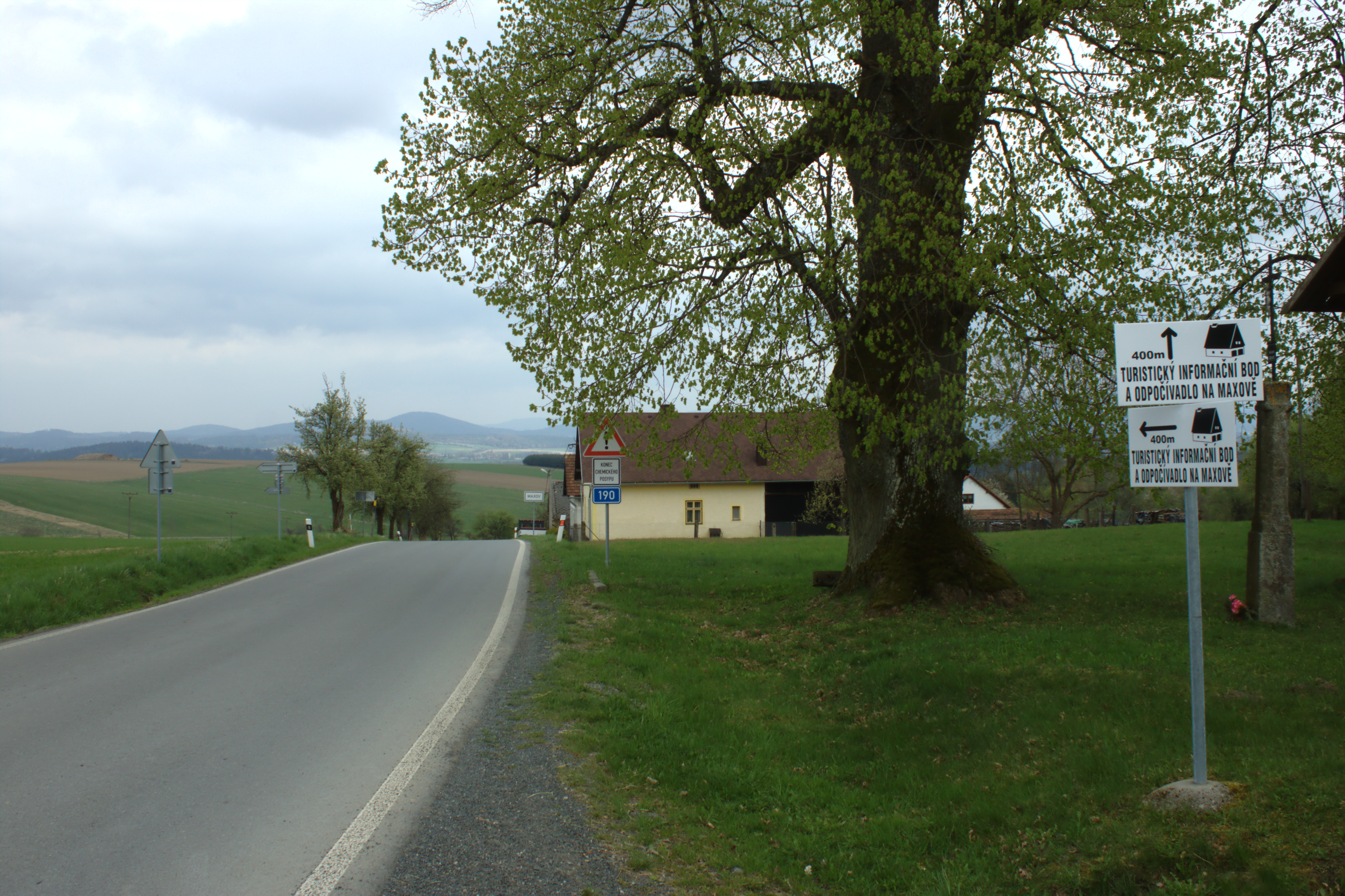
Začátek obce